# Badeshi jezik
Badeshi jezik (badeški; ISO 639-3: bdz), indoiranski jezik kojim govore pripadnici etničke grupe Badeši u dolinama Bishigram i Tirat u Pakistanu. Etnička populacija iznosi oko 2 825 (2000).
Prema njima samima preci su im se u Pakistan naselili iz Badakhshana u Afganistanu.  Unutar indoiranske jezične skupine badeški je uz luvatski jezik (luwati) [luv], ostao neklasificiran.

## Vanjske poveznice
- Ethnologue (14th)
- Ethnologue (15th)